# Fontanna Lwów w Poznaniu
Fontanna lwów – fontanna znajdująca się w Poznaniu, na Dziedzińcu Różanym Zamku Cesarskiego (dostęp od ul. Fredry lub Alei Niepodległości).

## Charakterystyka
Zarówno Dziedziniec, jak i fontanna wzorowane są na XIII-wiecznym Dziedzińcu Lwów w pałacu Alhambra w hiszpańskiej Grenadzie. Całość założenia powstała wraz z Zamkiem do 1910 (projektantem był Franz Schwechten) i jest elementem Dzielnicy Cesarskiej.
Fontanna składa się z dwóch czasz – woda spływa z górnej (mniejszej) do dolnej, wspartej na figurach ośmiu lwów (w Alhambrze jest ich 12). Usytuowanie fontanny w rogu dziedzińca umożliwiało optymalne wykorzystanie reszty jego przestrzeni podczas różnych uroczystości. Całość jest przykładem zaszczepienia stylu neomauretańskiego na grunt Europy Środkowej.
W czasach PRL otoczenie fontanny było bardzo zaniedbane, m.in. zlokalizowano tutaj garaże dla autobusów. Później teren został zrewitalizowany. W bezpośredni sąsiedztwie stoi 5 Figur autorstwa Magdaleny Abakanowicz oraz Pomnik Katyński.